# فیهائونانا
فیهائونانا (به لاتین: Fihaonana) یک منطقهٔ مسکونی در ماداگاسکار است که در آنکازوبه واقع شده‌است. فیهائونانا ۱۸٬۸۴۶ نفر جمعیت دارد و ۱٬۳۴۵ متر بالاتر از سطح دریا واقع شده‌است.